# The Five Thirty Show
The Five Thirty Show é um programa de TV escocês trasnmitido pela STV desde 2008.